# 19430 Kristinaufer
19430 Kristinaufer este un asteroid din centura principală de asteroizi.

## Descriere
19430 Kristinaufer este un asteroid din centura principală de asteroizi. A fost descoperit pe 20 martie 1998 la Socorro, New Mexico, în cadrul proiectului LINEAR. Asteroidul prezintă o orbită caracterizată de o semiaxă mare de 2,41 ua, o excentricitate de 0,15 și o înclinație de 3,5° în raport cu ecliptica.